# Juliana
Juliana ist ein weiblicher Vorname.

## Herkunft und Bedeutung
→ Hauptartikel: Julius
Juliana ist eine weibliche Form von Julian, die überwiegend in Portugal und den USA verwendet wird.

## Namenstag
- 16. Februar (Juliana von Nikomedien)
- 5. April (Juliana von Lüttich)

## Namensträgerinnen
Juliana
- Juliana von Nikomedia (285–304), Heilige
- Juliana von Oranien-Nassau (1909–2004), Königin der Niederlande
- Juliana von Lüttich (um 1192–1258), Heilige
- Juliana von Norwich (* um 1342, † nach 1413), englische Mystikerin
- Juliana von Falconieri, Heilige

- Juliana Berners († nach 1460), englische Schriftstellerin
- Juliana Blasius (1781–1851), Räuberbraut von Johannes Bückler
- Juliana Felisberta Silva (1983), brasilianische Beachvolleyballspielerin
- Juliana Hatfield (* 1967), US-amerikanische Rockmusikerin
- Juliana Hummel (1870–1900), österreichische Kindesmörderin
- Juliana Huxtable (* 1987), US-amerikanische Performancekünstlerin, Autorin, DJ, Model
- Juliana Edith „Julie“ Sommars (* 1940), US-amerikanische Schauspielerin
- Juliana zu Stolberg (1506–1580), Stammmutter der älteren und jüngeren Linie des Hauses Oranien
- Juliana von Stockhausen (1899–1998), Schriftstellerin
- Juliana Viana Vieira (* 2004), brasilianische Badmintonspielerin

Iuliana
- Anicia Iuliana († 530), einflussreiche römische Aristokratin
- Iuliana Buhuș (* 1995), rumänische Ruderin
- Iuliana Demetrescu (* 1990), rumänische Fußballschiedsrichterin
- Iuliana Popa (* 1996), rumänische Ruderin

Julianna
- Julianna Guill (* 1987), US-amerikanische Schauspielerin
- Julianna Korponay-Géczy (~1680–1714 (hingerichtet)), ungarische Adelige
- Julianna Margulies (* 1966), US-amerikanische Schauspielerin
- Julianna Zsigray (1903–1987), ungarische Schriftstellerin und Drehbuchautorin

## Varianten
Julia, Julie, Juliane, Julchen, Jule, Juli [dschuli], Jula,
Italienisch: Giuliana, Ungarisch: Julianna, Juliska

## Sonstiges
- ein nach der niederländischen Königin Juliana von Oranien-Nassau benannter Asteroid, siehe Juliana (Asteroid).
- Der Flughafen Princess Juliana auf St. Martin.
- The Juliana Theory, eine US-amerikanische Emo/Rockband.
- Julianatop, der höchste Berg in Suriname im Distrikt Sipaliwini.
- Julianadorp, ein ehemaliges Bauerndorf in der Gemeinde Den Helder.
- Lady Juliana, Segelschiff
- Republik Juliana, kurzlebige Republik im heutigen Süd-Brasilien während der Farrapen-Revolution 1839